# Río Bulkley
El río Bulkley, en Columbia Británica, es uno de los principales afluentes del río Skeena. El Bulkley tiene una longitud  de 257 kilómetros y drena una cuenca de 12 400 km².
La autopista 16 discurre en gran parte paralela al Bulkey. Fluye hacia el oeste desde el lago Bulkley pasando por Perow y se une cerca de Houston al río Morice, su principal afluente. El Bulkley continúa hacia el norte pasando por Quick, Telkwa y Smithers. Luego se encuentra con el río Skeena cerca de Hazelton. El río Bulkley es un importante destino turístico para los pescadores que buscan truchas salvajes.
El río fue originalmente llamado Wet'sinkwha ("río azul y verde") por el pueblo Wet'suwet'en, los habitantes indígenas del valle de Bulkley. El nombre de Bulkley le fue dado por el voronel Charles S. Bulkley, el ingeniero del Ejército de los Estados Unidos a cargo del equipo de topógrafos que, en 1866, exploró la zona en preparación del fallido Telégrafo Ruso-Americano. El proyecto fue abandonado debido al éxito del cable transatlántico en 1866.: 32 
El Pequeño Bulkley, un arroyo que atraviesa Houston, y el Morice se unen justo al oeste de Houston. En el punto de su unión se convierten en el Bulkley, no en el Morice, aunque el Morice es más grande. Esta atribución fue hecha por Poudrier, un cartógrafo del gobierno que, se rumorea, nunca vio la región.[cita requerida]